# Чопик, Сергей Игоревич
Сергей Игоревич Чопик (укр. Сергій Ігорович Чопік; род. 7 сентября 1980, Украинская ССР) — украинский футболист, нападающий.

## Биография
Начал взрослую карьеру в сезоне 1996/97 в клубе «Кристалл» (Херсон) во второй лиге Украины. Выступал за этот клуб на протяжении шести неполных сезонов (с 1999 года клуб назывался ФК «Херсон»), сыграл более 90 матчей во второй лиге. С 2000 года был регулярным игроком стартового состава клуба. Финалист Кубка второй лиги сезона 1999/00.
В 2002 году перешёл в эстонский клуб «Левадия» (Маарду). Дебютный матч в высшей лиге Эстонии сыграл 31 марта 2002 года против «Тулевика», а первый гол забил 14 мая 2002 года в ворота «Флоры». Всего за два сезона сыграл 39 матчей и забил 5 голов в чемпионате Эстонии. Со своим клубом стал серебряным (2002) и бронзовым (2003) призёром чемпионата страны, финалистом Кубка Эстонии (2002). Провёл 4 матча в Кубке Интертото, во всех выходил на замену.
После возвращения на Украину провёл полтора сезона в клубе «Севастополь». Летом 2005 года сыграл один матч в Кубке Украины за «Николаев» и затем полсезона играл за «Химик» (Красноперекопск), все эти клубы выступали во второй лиге. С 2006 года играл на любительском уровне за клубы Херсонской и Николаевской областей. В 2007 году вошёл в символическую сборную чемпионата Херсонской области.
После окончания игровой карьеры работал детским тренером в ДЮСШ «Херсон». Принимал участие в матчах ветеранов.

## Достижения
- Серебряный призёр чемпионата Эстонии: 2002
- Бронзовый призёр чемпионата Эстонии: 2003
- Финалист Кубка Эстонии: 2001/02